# Octombrie 1983
Acest articol este generat integral pe baza informațiilor din articolul 1983 și este actualizat periodic de un robot.
 Editările făcute în articol vor fi șterse la următoarea actualizare! Dacă doriți să faceți modificări, editați articolul-sursă.

ianuarie -
februarie -
martie -
aprilie -
mai -
iunie -
iulie -
august -
septembrie -
octombrie -
noiembrie -
decembrie
Octombrie 1983 a fost a zecea lună a anului și a început într-o zi de sâmbătă.

## Evenimente
- 12 octombrie: Fostul prim-ministru japonez KakueiTanaka este găsit vinovat pentru luare de mită de 2 milioane dolari americani și condamnat la închisoare pentru patru ani.
- 25 octombrie: Forțele militare americane au invadat statul Grenada, șase zile după ce prim-ministrul Maurice Bishop și câțiva suporteri au fost executați în timpul unei lovituri de stat.
- 30 octombrie: În Argentina au loc primele alegeri democratice după șapte ani de dictatură militară.

## Nașteri
- 1 octombrie: Bas Verwijlen, scrimer din Țările de Jos
- 1 octombrie: Mirko Vučinić, fotbalist muntenegrean (atacant)
- 3 octombrie: Daniel Alexandru David, fotbalist român
- 3 octombrie: Fred (Frederico Chaves Guedes), fotbalist brazilian (atacant)
- 3 octombrie: Naoya Kondo, fotbalist japonez
- 5 octombrie: Jesse Eisenberg (Jesse Adam Eisenberg), actor american
- 5 octombrie: Nicky Hilton (Nicky Oliva Hilton), actriță americană
- 5 octombrie: Juan Manuel Vargas (Juan Manuel Vargas Risco), fotbalist peruan
- 6 octombrie: Petre-Florin Manole, activist pentru drepturile omului și politician român
- 7 octombrie: Stelian Burcea, rugbist român
- 10 octombrie: Paul Alexandru Șomodean, fotbalist român
- 11 octombrie: Ruslan Ponomariov, șahist ucrainean
- 12 octombrie: Alex Brosque, fotbalist australian
- 12 octombrie: Zé Kalanga, fotbalist angolez
- 14 octombrie: Renato Civelli, fotbalist argentinian
- 15 octombrie: Andreas Ivanschitz (Andreas Ivanšić), fotbalist austriac
- 15 octombrie: Bruno Senna (Bruno Senna Lalli), pilot brazilian de Formula 1 și GP 2
- 16 octombrie: Cristian Ianu (Cristian Florin Ianu), fotbalist român (atacant)
- 16 octombrie: Loreen (Lorine Zineb Nora Talhaoui), cântăreață suedeză
- 17 octombrie: Daniel Kajmakoski, cântăreț macedonean
- 17 octombrie: Felicity Jones, actriță britanică
- 18 octombrie: Dante (Dante Bonfim Costa Santos), fotbalist brazilian
- 18 octombrie: Dante, fotbalist brazilian
- 19 octombrie: Rebecca Ferguson, actriță suedeză
- 19 octombrie: Jorge Valdívia (Jorge Luis Valdivia Toro), fotbalist chilian
- 20 octombrie: Michel Vorm, fotbalist din Țările de Jos (portar)
- 21 octombrie: András Rédli, scrimer maghiar
- 23 octombrie: Iannis Zicu (Ianis Alin Zicu), fotbalist și antrenor român
- 23 octombrie: Ianis Zicu, fotbalist român
- 25 octombrie: Stanislav Oleksandrovici Boguș, fotbalist ucrainean (portar)
- 26 octombrie: Sebastian Huțan, fotbalist român (portar)
- 28 octombrie: Taras Mihalik, fotbalist ucrainean
- 28 octombrie: Alexandru Pițurcă (Alexandru Victorio Pițurcă), fotbalist român (atacant)
- 29 octombrie: Jérémy Mathieu, fotbalist francez
- 31 octombrie: Boris Galchev, fotbalist bulgar
- 31 octombrie: Aleksei Iakimenko, scrimer rus

## Decese
- 7 octombrie: Georges Abell (George Ogden Abell), 56 ani, astronom american (n. 1927)
- 7 octombrie: Georges Abell, astronom american (n. 1927)
- 17 octombrie: Romulus Guga, 44 ani, scriitor român (n. 1939)
- 17 octombrie: Mircea Sasu, 44 ani, fotbalist român (n. 1939)
- 25 octombrie: Darie Magheru, 60 ani, actor român (n. 1923)
- 26 octombrie: Alfred Tarski, 82 ani, logician polonez-american, filozof al limbajului și matematician (n. 1901)
- 26 octombrie: Nicolae Terchilă, 85 ani, scriitor român (n. 1898)
- 29 octombrie: Sten Broman, 81 ani, compozitor suedez (n. 1902)